# Fab (бренд)
Fab — бренд мороженого, принадлежащий швейцарской транснациональной корпорации Nestlé.

## Описание
Виды фруктового льда под брендами «Zoom» и «FAB» были представлены в Великобритании компанией J. Lyons & Co. Ltd. и были выпущены для того, чтобы воспользоваться популярностью телесериалов Джерри Андерсона «Fireball XL5» и «Thunderbirds».
Бренд Zoom появился в апреле—мае 1963 года, чтобы извлечь выгоду из Fireball XL5, а бренд Fab — в мае 1967 года. Первоначально бренд Zoom был нацелен только на мальчиков (так как продукт выглядел в форме ракеты), что оставило обширную рыночную нишу, которая была заполнена разработкой «Fab».
Чуть позже появились варианты фруктового льда Zoom для девочек. Первоначально продукт был представлен с ассоциацией с покупкой, которая была «аттракционом» леди Пенелопы. В сериале регулярно использовалась фраза «F-A-B» как эквивалент «Roger» (жаргон сообщений, указывающий на то, что сообщение было получено). На оригинальной упаковке мороженых заметно изображён портрет леди Пенелопы и её дворецкого/водителя Паркера.
Мороженое Fab состоит из клубники, фруктового льда и сливок, верхняя часть которых обмакнута в шоколад и покрыта радужной посыпкой. Описание на упаковке гласит: «Настоящий фруктовый лёд со вкусом клубники и ванили со вкусом шоколада (5%) и сахарными нитями (5%)» (англ. «Real Strawberry and vanilla flavour ice lolly with chocolate flavour coating (5%) and sugar strands (5%)»).
Мороженое Fab Fruit And Berries выпускается со следующими вкусами: клубника, апельсин, лимон (ограниченная серия), яблоко и чёрная смородина (ограниченная серия, появившаяся в 2000 году) и тропический вкус (ограниченная серия, появившаяся в 2003 году). В 2018 году была создана новая ограниченная серия вкусов, посвящённая 50-летию Fab Lollies. Вкус «Birthday Cake» содержит лёд со вкусом малиновой воды и бисквита со вкусом ванили и сахарные нити.
В 2019 году компания Nestlé представила Fab со вкусом малинового пончика, малиновой начинкой, сахарными нитями и шоколадной глазурью.
Связь бренда с телесериалом «Thunderbirds» не поддерживалась и была тихо прекращена в начале 1970-х годов.